# Mitch Grassi
Mitchell Coby Michael Grassi, né le 24 juillet 1992 à Arlington, au Texas, est un chanteur américain, auteur-compositeur et Youtubeur.
Il est principalement connu pour être la voix de haute-contre du groupe a cappella Pentatonix. Il a également co-organisé le web-show Superfruit avec son compatriote et membre de Pentatonix Scott Hoying.

## Biographie

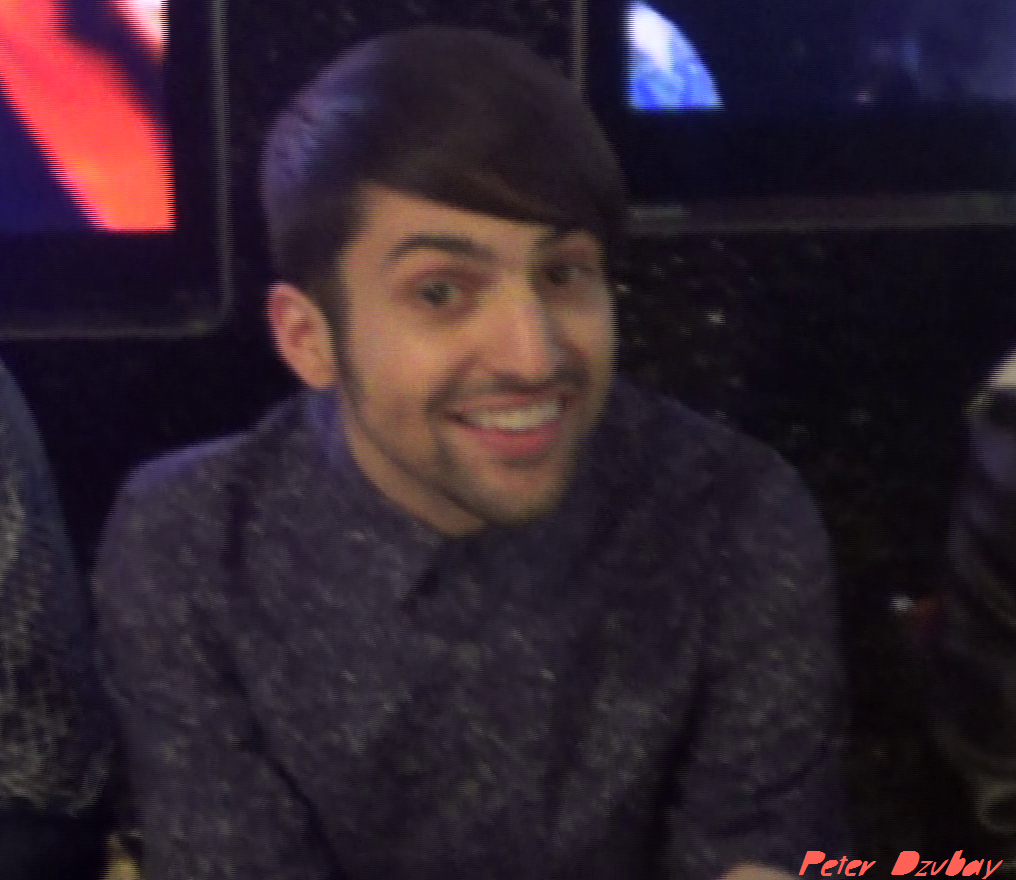
Grassi à une séance d'autographes du groupe Pentatonix en 2014.

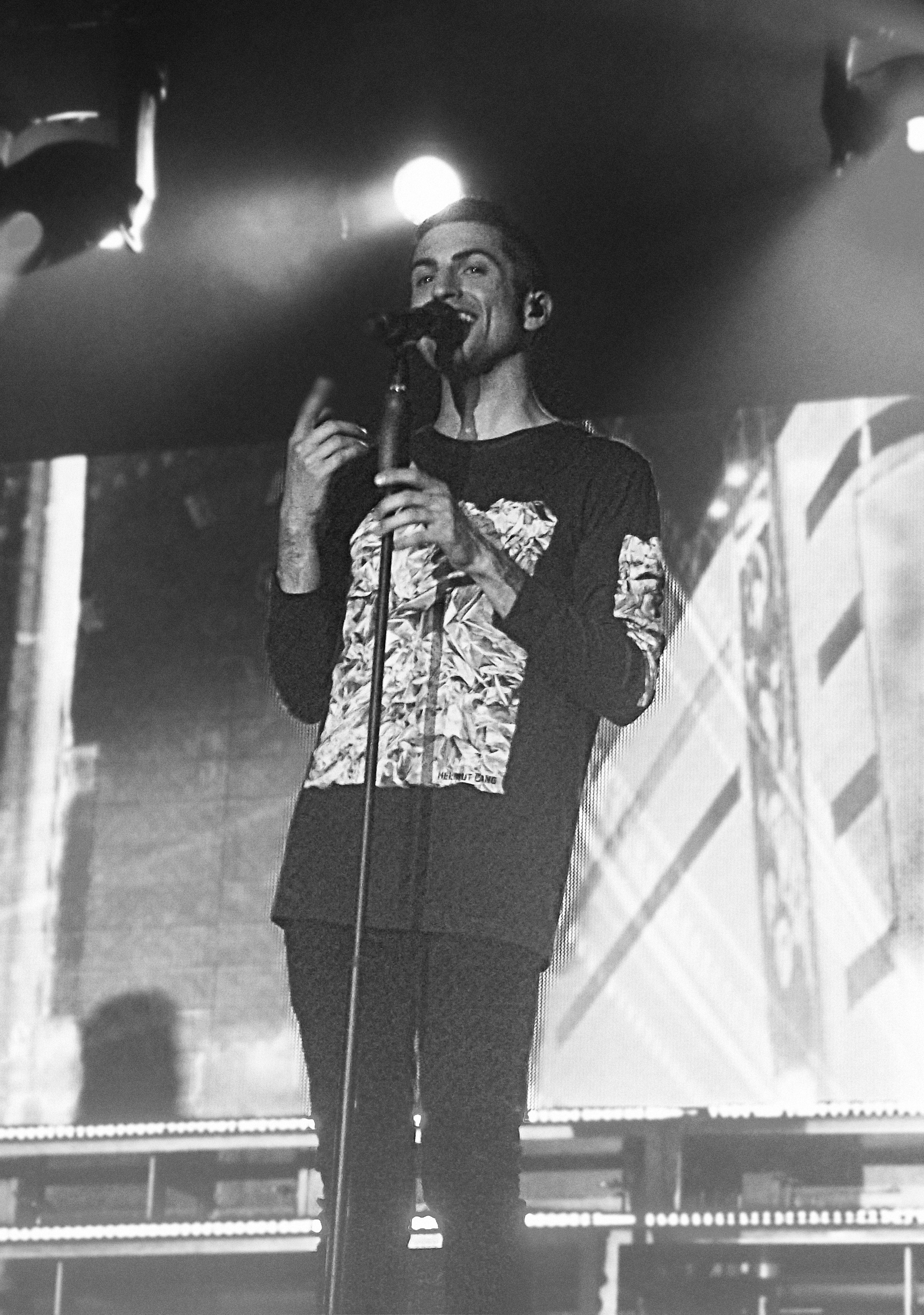
Grassi chantant à Barcelone en 2015.

Grassi a grandi à Arlington, au Texas. Il est d'origine italienne, irlandaise, écossaise et galloise, fils de Mike et Nel Grassi.
Il rencontre Kirstin Maldonado à l’âge de 8 ans et Scott Hoying lors d'une pièce de théâtre sur Charlie et la Chocolaterie, à l’âge de 10 ans. Alors qu'ils sont étudiants au lycée Martin High School, Grassi, Hoying et Maldonado forment un trio a cappella, postant leur première reprise de la chanson Telephone de Lady Gaga sur YouTube pour un concours de radio, afin de rencontrer les acteurs de Glee, dans lequel Grassi a chanté en alto.
Il participe à la TMEA All-State Choir à trois reprises au cours de son parcours de lycéen et apparaît dans un épisode de Glee, dans lequel il joue un membre des Golden Goblets.
Il remporte la première place du Teen Talent Follies 2009 pour son interprétation de Kiss the Air de Scott Alan.
En 2011, le trio, avec l'ajout d'Avi Kaplan et Kevin Olusola, forme le groupe a cappella Pentatonix et remporte l'émission de NBC, The Sing-Off.
Depuis cette victoire, le groupe a sorti quatre EP et 2 albums de Noël ainsi qu’un album complet certifié disque de platine en 2014. Avec le producteur de musique Ben Bram, il remporte le Grammy du Meilleur arrangement, instrumental ou A Cappella pour Daft Punk, issu de leur deuxième EP, PTX, Vol. II, aux 57e Grammy Awards. Grassi travaille également dans la production de musique électronique.
En août 2013, Mitch Grassi et Scott Hoying ont créé leur propre chaîne YouTube intitulée Superfruit. Ils sortent une vidéo le vendredi, mais la production devient plus espacée depuis 2018. Ils ont actuellement plus de 2,41 millions d'abonnés et plus de 481 millions de vues.
En 2016, Mitch, Scott et Kirstin ont joué dans l'épisode 16 de la saison 11 (Casser la voix) de la série Bones.